# Umberto Coppari
Umberto Coppari (Macerata, 23 maggio 1964) è un ex cestista italiano.

## Carriera
Iniziò la sua carriera (giovanili e due anni di B) ad Osimo, poi fa il salto nella massima serie a Brescia ma è a Rimini con l'exploit della Marr Rimini che avviene la consacrazione, nel 1984 con la promozione in A1. Passa poi a Ferrara, Trapani, Livorno e Venezia (A1). A Jesi centra una doppia promozione con Sicc Jesi nel 1996 dalla B2 alla B1 e nel 1997 dalla B1 alla A2. Attualmente fa il fisioterapista a Cattolica.